# Pelin Çelik
Pelin Çelik (Istanbul, 23 maggio 1982) è una pallavolista e giocatrice di beach volley turca.
Gioca nel ruolo di palleggiatrice nel Beşiktaş Jimnastik Kulübü.

## Carriera
Pelin Çelik inizia la sua carriera nella pallavolo professionistica nel VakıfBank Spor Kulübü, nel 1997. Alla sua prima stagione vince subito il campionato turco. Nel 2000 gioca nel VakıfBank Güneş Sigorta Spor Kulübü e un anno dopo si trasferisce nello Yeşilyurt, dove resta per due stagioni. Nel 2003 viene ingaggiata dal Türk Telekom Gençlik ve Spor Kulübü, con il quale resta legata per tre stagioni. Durante questo periodo, precisamente nel 2003, con la nazionale, vince sorprendentemente la medaglia d'argento al campionato europeo. Nel 2006 si trasferisce nel Fenerbahçe Spor Kulübü, squadra dove milita per due stagioni.
Nel 2008 viene ingaggiata al Karşıyaka Spor Kulübü. Con la nazionale nel 2009 vince due argenti ai Giochi del Mediterraneo e all'European League. Dopo l'estate cambia ancora club, così va a giocare nel Makina Kimya Endüstrisi Ankaragücü Spor Kulübü. Nel 2010 vince il bronzo al European League e viene ingaggiata dal Beşiktaş Jimnastik Kulübü.
Nel 2011 passa al Rabitə Bakı Voleybol Klubu per disputare la sola Coppa del Mondo per club, che si aggiudica battendo in finale il suo ex club, il VakıfBank Spor Kulübü. Nella stagione 2011-12 viene ingaggiata dall'Azəryolservis Voleybol Klubu, ma a metà stagione passa all'Azərreyl Voleybol Klubu per sostituire l'infortunata Oksana Parchomenko. A gennaio del 2013 torna in Turchia al Sarıyer, per disputare la fase finale della stagione. Nel corso del campionato successivo viene ingaggiata nel mese di gennaio dal Çanakkale Belediye Spor Kulübü.
Nella stagione 2014-15 torna a vestire la maglia del Beşiktaş Jimnastik Kulübü.

## Palmarès

### Club
- Campionato turco: 1

1997-98
- Campionato mondiale per club: 1

2011

### Nazionale (competizioni minori)
- Giochi del Mediterraneo 2009
- European League femminile 2009
- European League femminile 2010